# Peter Lax
Pour les articles homonymes, voir Lax.
Dans le nom hongrois Lax Péter Dávid, le nom de famille précède le prénom, mais cet article utilise l’ordre habituel en français Péter Dávid Lax, où le prénom précède le nom.
Peter Lax, né le 1er mai 1926 à Budapest (Hongrie) et mort le 16 mai 2025 à New York, est un mathématicien d'origine hongroise et de nationalité américaine. Le prix Abel lui est décerné en 2005.

## Biographie
Né en Hongrie, Peter David Lax quitte le pays avec ses parents pour les États-Unis en 1941. Il travaille sur le projet Manhattan à Los Alamos en 1945-1946. Il obtient son doctorat en mathématiques en 1949 à l'université de New York, où il sera professeur (émérite depuis 1999). Il reçoit en 2005 le prix Abel pour l'ensemble de sa contribution en mathématiques pures et appliquées, et en particulier pour son travail sur les équations aux dérivées partielles.
Ses contributions à la mécanique des fluides et en calcul scientifique sur informatique sont importantes, il laisse son nom à de nombreux outils mathématiques, comme les schémas Lax-Wendroff et Lax-Friedrichs, les théorèmes de Lax, Lax-Milgram et de Lax-Wendroff.

## Publications
- (en) Peter Lax, Functional analysis, New York, Wiley-Interscience, 2002, 608 p. (ISBN 978-0-471-55604-6, lire en ligne).
- (en) Peter Lax, Linear algebra and its applications(Pure and Applied Mathematics : A Wiley-Interscience Series of), Hoboken, N.J, Wiley-Interscience, 2007, 2e éd., 376 p. (ISBN 978-0-471-75156-4, lire en ligne).
- (en) Peter Lax, Hyperbolic partial differential equations, New York Providence, R.I, Courant Institute of Mathematical Sciences American Mathematical Society, 12 décembre 2006, 217 p. (ISBN 978-0-8218-3576-0, lire en ligne).
- (en) Peter Lax et Ralph S. Phillips, Scattering theory, Boston, Academic Press, 1989 (ISBN 978-0-12-440051-1).
- (en) Peter Lax, Hyperbolic systems of conservation laws and the mathematical theory of shock waves, Philadelphia, Pa, Society for Industrial and Applied Mathematics (SIAM, 3600 Market Street, Floor 6, Philadelphia, PA 19104, 1973, 48 p. (ISBN 978-0-89871-177-6, lire en ligne).
- (en) James Glimm et Peter Lax, Decay of solutions of systems of nonlinear hyperbolic conservation laws, Providence, R.I, American Mathematical Society, 1970, 112 p. (ISBN 978-0-8218-1801-5, lire en ligne).
- (en) Guy Boillat, Constantin M. Dafermos, Peter D. Lax, Tai-Ping Liu et Tommaso Ruggeri (éditeur), Recent mathematical methods in nonlinear wave propagation : lectures given at the 1st session of the Centro internazionale matematico estivo (C.I.M.E.), held in Montecatini Terme, Italy, May 23-31, 1994, Berlin New York, Springer, 1996 (ISBN 978-3-540-61907-9).
- (en) Peter Lax et Ralph S. Phillips, Scattering theory for automorphic functions, Princeton, N.J, Princeton University Press, septembre 1976, 312 p. (ISBN 978-0-691-08179-3).
- (en) Peter Lax, Samuel Burstein et Anneli Lax, Calculus with applications and computing, New York Heidelberg Berlin, Springer Verl, 1976 (ISBN 978-3-540-90179-2).
- (en) Peter D. Lax (éditeur), L. Nirenberg (éditeur), Renato Spigler (éditeur) et S. Venakides (éditeur), Recent advances in partial differential equations, Venice 1996: proceedings of a conference in honor of the 70th birthdays of Peter D. Lax and Louis Nirenberg : June 10-14, 1996, Venice, Italy, Providence, R.I, American Mathematical Society, 1998, 392 p. (ISBN 978-0-8218-0657-9, lire en ligne).
- (en) Peter Lax, Mathematical aspects of production and distribution of energy : (proceedings of the Symposium in Applied Mathematics of the American Mathematical Society, held in San Antonio, Texas, January 20-21, 1976), Providence, American Mathematical Society, 1977, 137 p. (ISBN 978-0-8218-0121-5).
- Nonlinear Partial Differential Equations in Applied Science
- (en) Peter D. Lax, Selected papers., vol. 1, Berlin, New York, Springer-Verlag, 2005, 591 p. (ISBN 978-0-387-22925-6, MR 2164867, lire en ligne).
- (en) Peter D. Lax, Selected papers., vol. 2, Berlin, New York, Springer-Verlag, 2005, 591 p. (ISBN 978-0-387-22926-3, MR 2164868, lire en ligne).